# 2020年のイギリス
2020年のイギリスでは、2020年のイギリスに関する出来事について記述する。

## 国王等
- 国王
  - ウィンザー朝第4代: エリザベス2世 （1952年2月6日 - 2022年9月8日）
- 首相
  - 第77代: ボリス・ジョンソン （保守党、2019年7月24日 - 2022年9月6日）

## できごと

### 通年
- イギリスにおける2019年コロナウイルス感染症の流行状況

### 1月
- 1月8日 - サセックス公爵・ヘンリー王子とメーガン夫人がイギリス王室からの離脱を表明
- 1月30日 - 2016年6月23日の国民投票の結果に基づき、欧州連合から離脱した[1]。

### 2月
- 2月2日 - 第73回英国アカデミー賞

### 3月
- 3月23日 - 新型コロナウイルスの感染拡大に伴い、全国でのロックダウンを実施[2]。

### 4月
- 4月4日 - 労働党党首選挙でキア・スターマーがレベッカ・ロング＝ベイリー、リサ・ナンディ（英語版）を破って選ばれた[3]。
- 4月12日 - 前月27日に新型コロナウイルスに感染し、入院していたボリス・ジョンソン首相が退院[4]。

### 5月
- 5月28日 - 存命中の長寿世界最高齢男性でヨークシャー・ハル市出身のロバート・ウェイトンが112歳60日で死去[5]。

### 6月
- 6月20日 - バークシャー・レディングの公園で無差別殺人事件が発生し、3人が死亡、3人が負傷[6]。
- 6月25日 - プレミアリーグ2019-2020の第31節でリヴァプールFCの30年ぶり19回目の優勝が決定[7]。

### 8月
- 8月15日 - UEFAチャンピオンズリーグ 2019-20 決勝トーナメントの準々決勝でマンチェスター・シティFCがフランスのオリンピック・リヨンに敗れて、イングランドの全チームが準決勝進出を逃した[8]。

### 9月
- 9月6日 - ウェスト・ミッドランズバーミンガムで無差別殺人事件が発生し、1人が死亡、2人が負傷[9]。

## 周年
3月10日   - 王立天文学会設立から200年。
4月22日 - ロンドン海軍軍縮会議から90年。
11月21日 - 血の日曜日事件から100年。